# Наталенко, Валерий Павлович
Валерий Павлович Наталенко — советский самбист и дзюдоист, чемпион и призёр чемпионатов СССР по самбо, мастер спорта СССР международного класса. Заслуженный тренер России. Доктор медицинских наук, врач-психиатр-психотерапевт. Работает в клубе дзюдо «Явара-Нева».
В мае 1962 года сборная страны по дзюдо приняла участие в своем первом официальном международном турнире — чемпионате Европы (Эссен, ФРГ). В команду включили спортсменов, ранее выступавших по самбо: Валерия Наталенко, Роберта Джгамадзе (68 кг), Илью Ципурского, Альфреда Каращука (80 кг), Бориса Шапошникова (свыше 80 кг), Бориса Мищенко, Дурмишхана Беруашвили, Анзора Киброцашвили, Генриха Шульца, Анзора Кикнадзе, Александра Лукашевича (все — абсолютное первенство). Владлен Андреев был главный тренером, вторым тренером стал Василий Маслов, руководил делегацией председатель всесоюзной Федерации борьбы самбо С. Рождественский. Из четырёх первых мест два завоевали Анзор Кикнадзе (среди любителей) и Анзор Киброцашвили (среди профессионалов). Борис Мищенко стал серебряным призёром, а Альфред Каращук — бронзовым.

## Спортивные результаты
- Чемпионат СССР по самбо 1962 года — ;
- Чемпионат СССР по самбо 1965 года — ;
- Чемпионат СССР по самбо 1967 года — ;
- Чемпионат СССР по самбо 1968 года — ;
- Чемпионат СССР по самбо 1970 года — ;
- Чемпионат СССР по самбо 1971 года — ;
- Чемпионат СССР по самбо 1972 года — ;